# Victoria: An Empire Under the Sun
Victoria: An Empire Under the Sun es un videojuego de estrategia en tiempo real desarrollado por Paradox Interactive y publicado en 2003, situado en el siglo XIX y principios de XX (1836-1920).
Una expansión llamada Revolutions se puso a la venta en 2006, sólo puede comprarse en línea en la tienda virtual de Paradox, Paradox Plaza.